# Jeppe Aakjaer
Jeppe Jensen (írói álnevén Jeppe Aakjaer) (kiejtése: Okjer) (Viborg község, 1866. szeptember 10. – Jenle, Skive község, 1930. április 22.) dán költő és regényíró.

## Élete
Pusztai, szegény parasztcsaládban született, de már korán vonzotta őt a könyvek világa. Elvégezte az elemi iskolát, majd 1884-ben Koppenhágában tette le középiskolai vizsgáit. Itt került kapcsolatba a szocialista ideológiával. A Dán Szociáldemokrata Párt hivatalos tagjaként élete végéig aktívan részt vett a társadalompolitikai vitákban. Írói karrierje az „Innere Mission”-ra írt harcias válasszal kezdődött.
Egészen fiatalon tartott már agitáló beszédeket. 1887-ben 17 nap börtönre ítélték. Nagy hatással voltak rá Bjørnstjerne Bjørnson, Georg Brandes és Charles Darwin, s akiknek gondolatait regényeiben népszerűsítette. Rövid ideig népfőiskolai tanítóként és szociáldemokrata újságíróként is működött. A népfőiskolát azért kellett elhagynia, mert a vallás mellőzésével oktatott. 1895-ben történettudományi tanulmányokba kezdett Koppenhágában. Feleségül vette Marie Bregendahlt, aki később író lett, de   házasság 1900-ban felbomlott.
Anyagilag nehéz évek után 1899-ben mutatkozott be vers- és prózaíróként. Ettől kezdve független íróként működött, és a népi realizmus egyik legjelentősebb képviselője lett. 1906-ban bejárta Skóciát Robert Burns nyomában. 1907-től második feleségével Jenle tanyán gazdálkodott. Itt jyllandi népi hagyományokat ápolt, és évente nagy jütlandi népünnepélyeket rendezett Bjørnstjerne Bjørnsonhoz hasonlóan, aki Aakjaer példaképe volt.
A Jenle tanyát múzeummá alakították át, ott temették el Aakjaert és feleségét. 1980-tól újra megrendezik évente a népfesztivált, ahol beszédeket és népzenei előadásokat tartanak.

## Versei
Aakjaer lírája központi helyet foglal el a dán népies irodalomban. Témája a puszta és annak szerény lakói, az egyszerű, kemény, de szép falusi élet. A Rugens Sange című verseskötetét egy Ámos könyvéből vett bibliai idézettel indítja: „Nem vagyok próféta, sem prófétának fia. Pásztor vagyok és vadfügét eszem” (7,14). Számos, énekelhetőnek tartott versét jyllandi dialektusban írta.
Aakjaer szocialista agitátorként harcra buzdító versekkel kezdett (Tyendesangen – Cselédek dala). Egész életében írt politikai témájú verseket, de lírája túlnyomórészt mégis egy idillikus, iparosítás előtti világról szól, ahol az ember összhangban él a természettel.
Formailag a népi hagyományokat, Thomas Kingo, Steen Steensen Blicher (megírta életét) verseit és Bjørnstjerne Bjørnson, Henrik Ibsen és Holger Drachman líráját követte. Robert Burns különösen sokat jelentett Aakjaer számára. Verseit dán nyelvre fordította, többek között az Auld Lang Synet is. Példaképének tartotta Burnst, aki népies stílusban tudta kifejezni a természetes boldogságot, s aki hajlandó volt lázadni a társadalom ellen is.
Aakjaer ismétlődő verssorokkal, rímekkel segítette elő költeményeinek megzenésítését, énekelhetőségét. Carl Nielsen szerzett zenét számos verséhez. E dalokon keresztül váltak ismertté Aakjaer versei egész Dániában, és még ma is a dán dalkincshez tartoznak.

## Regényei

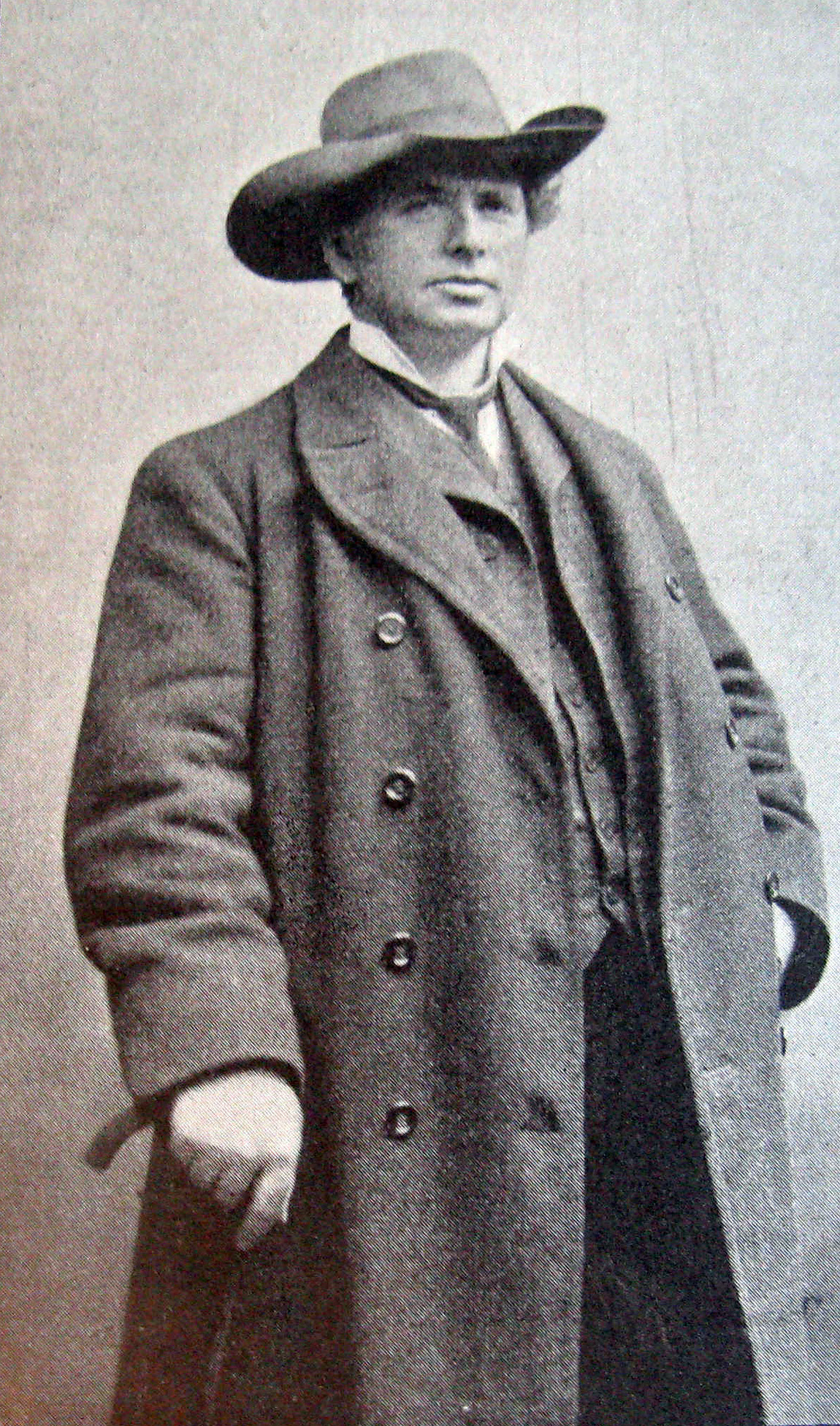
Aakjaer 1909-ben

Regényei és elbeszélései is a pásztorok, parasztok és zsellérek életéről szólnak. Gyakran írt élesen uszító hangnemben, amikor mély felháborodását fejezte ki az egyház, vagy az állam által gyakorolt elnyomás és önállóságtól való megfosztás miatt. Aakjaer korai, félig önéletrajzi regényében, a Bondens sonban  már kifejtette, hogy a kereszténység akadályozza az egyén belső szabadságának megszerzését.
Aakjaer legjelentősebb regénye a Vredens bøm. Modern, realista regénnyé vált, amikor bemutatta, hogy az egyén fejlődését a társadalmi környezet határozza meg. A regény hagyományos elbeszélő stílusban, élénk párbeszédeken keresztül, szemléletesen és hitelesen mutatja be a falusi életet. Egyetlen más dán regény sem bírálta ilyen keményen a pusztákon dolgozó zsellérek embertelen életkörülményeit. A könyv nagy hatással volt a politikára. Hozzájárult ahhoz, hogy széles körű reformokba kezdjenek. Elkeseredett ellenállást is kiváltott Aakjaer regénye. Több mint ezer olvasói levél és újságcikk tiltakozott a könyvben leírtak ellen.
A sors iróniája, hogy Aakjaer harca végérvényesen felszámolta azt a régi, jyllandi világot, amit annyira szeretett. A dán puszták társasága segítette a szegény zselléreket abban, hogy a pusztákat művelhető földekké alakítsák. Aakjaer későbbi írásaiban óva intett a mezőgazdaság iparosításától (Arbejdets gleoda).
Leghíresebb regénye: A harang fiai (1904).

## Művei
- 1897: Missionen og dens høvding
- 1899: Bondens søn
- 1899: Derude fra kjærene
- 1900: Vadmelsfolk, regény, (Darócruhások)
- 1901: Fjandboer
- 1903: Steen Steenssen Blichers hivstragedie i breve og aktstykker
- 1904: Vredens bøm, regény (A harag fiai, 1934)[1]
- 1905: Fri felt
- 1906: Rugens sange og andre digte, költemények, (A rozs dalai)
- 1907: Livet på Hegnsgård
- 1908: Hvor Bønder bor
- 1909: Muld og malm
- 1909: Ulvens søn
- 1910: Den sommer og den eng
- 1911: Når bønder elsker
- 1913: Esper tækki
- 1914: Arbejdets glæde
- 1915: Jens Langkniv
- 1915: Hedevandringer
- 1916: Vejr og vind og folkesind
- 1916: Gärende Kräfte (Hvor der er gjærende kræfter)
- 1918: Samlede værker, gyűjteményes kiadás, (Összes művei)
- 1919: Glimmersand
- 1920: En daad
- 1921: Hjertegræs og ærenpris
- 1921: Pigen fra Limfjorden
- 1924: Hejmdals vandringer
- 1926: Jakob og hans Sønner
- 1927: Under aftenstjernen, költemények, (Az estcsillag alatt)
- 1928.: Erindringer
- 1930: Studier fra hjemstavnen (Tanulmányok szülőföldemről)
- 1931: Samlede digte
- 1934: Efterladte erindringer (posztumusz kiadás)
- 1944: Breve fra Jeppe Aakjær. 1883–1899 (posztumusz kiadás)
- 1956: Udvalgte digte (posztumusz kiadás)
- 1990: Drøm og drama. Breve mellem Jeppe Aakjær og hans søskende (posztumusz kiadás)

### magyar fordításban
- A harag fiai – regény – Hajdú Henrik fordításában[1]
- Jütland – vers – Bernáth István fordításában[2]
- Csitt, szívem – vers[3]
- Mi mindig porba tapossuk egymást – vers[3]

## Fordítás
- Ez a szócikk részben vagy egészben  a   Jeppe Aakjaer című német Wikipédia-szócikk fordításán alapul.  Az eredeti cikk szerkesztőit annak laptörténete sorolja fel. Ez a jelzés csupán a megfogalmazás eredetét és a szerzői jogokat jelzi, nem szolgál a cikkben szereplő információk forrásmegjelöléseként.